# Liste de grammairiens italiens
- Haut – A
- B
- C
- D
- E
- F
- G
- H
- I
- J
- K
- L
- M
- N
- O
- P
- Q
- R
- S
- T
- U
- V
- W
- X
- Y
- Z

## A
- Leon Battista Alberti (1404-1472), humaniste polymathe du Quattrocento, à qui l'on doit la première grammaire italienne (Regole della lingua florentina, ou Grammatichetta, texte écrit vers 1450, en tout cas avant 1454). Sa grammaire est une grammaire de l'usage toscan contemporain ; le modèle de la description est celui des grammairiens latins Donat et Priscien, Cette première description de la langue italienne n'est pas une grammaire complète : c'est essentiellement une synopse de la morphologie de l'italien, où il n'est guère question de faits de syntaxe.
- Annibale Antonini (1702-1755), auteur d'une Grammaire italienne, 1726 souvent réimprimée ;
- Philippe Argellati (1685-1755), travailla avec Muratori à la publication des Scriptores rerum italicarum.

## B
- Giovanni Balbi, grammairien et théologien du XIIIe siècle, auteur de l'ouvrage Summa grammaticalis quae vocatur catholicon (1286), dit aussi Catholicon ;
- Bartolomeo de San Concordio (1262-1347), historien, traducteur, grammairien et frère dominicain italien. Il est l'auteur de plusieurs ouvrages de grammaire fortement inspirés du grammairien Priscien, d'Huguccio et d’autres des grammairiens notables (le traité De arte metrica, De dicionibus proferendis, ou De accentu, et De dicionibus scribendis ou De orthographia).
- Benevenutus de Rambaldis, plus connu sous le nom de Benvenuto da Imola (ou en latin, Benevenutus Imolensis), maître grammairien et érudit italien du XIVe siècle ;
- Giosafatte Biagioli (1769-1830), auteur d'une Grammaire italienne, 1805 souvent réimprimée ;
- Gianfrancesco Boccardo (1445-1505), philologue italien, plus connu sous le nom académique de Pilade. Il est l'auteur de plusieurs ouvrages de grammaire (Grammaticarum institutionum regula, Carmen scholasticum de nominum declinationibus, In Alexandrum de Villa Dei annotationes).
- Diomede Borghesi (1539-1598), grammairien, linguiste et écrivain italien du XVIe siècle ;
- Boncompagno da Signa (1165/1175-après 1240), grammairien, historien et philosophe italien ;
- Benedetto Buonmattei (1581-1647), littérateur et grammairien. Sa grammaire italienne est le plus considérable et le plus estimé. Il en publia le premier essai en 1623, sous ce titre : Delle Cagioni della lingua toscana, Venise, in-4°. Trois ans après, il fit paraître Introduzione alla lingua toscana con l’aggiunta di due trattati utilissimi, Venise, 1626, in-4°. Enfin il donna sa grammaire entière à Florence sous ce titre : Della Lingua toscana libri 2, 1645, in-4°.

## C
- Maria Catricalà, auteura de  L'italiano brevettato delle origini 1860-1880 (1996) ;
- Celso Cittadini, philologue et grammairien, né à Rome le 1er avril 1553 et mort à Sienne le 29 mars 1627 ;
- Cola Montano (vers 1440-1482), auteur des Regulae grammaticales (1499).

## D
- Ludovico Dolce (1508-1568) auteur polygraphe et grammairien de la Renaissance.

## F
- Giovanni Fabrini (1516-1580), grammairien et humaniste de la Renaissance ;
- Francesco Florido (1511-1547), grammairien de la Renaissance.

## G
- Gasparin de Bergame (en italien, Gasparino Barzizza ; en latin, Gasparinus Barzizius ou Gasparinus Pergamensis), grammairien et enseignant italien né en 1360 près de Bergame et mort en 1431 à Milan ;
- Pier Francesco Giambullari (1495-1564), littérateur italien de la Renaissance, auteur d'une grammaire De la lingua che si parla e si scrive in Firenze (1552) basée sur l'usage de Florence ;
- Giovanni del Virgilio, grammairien, écrivain et humaniste du XIVe siècle ;
- Gunzon de Novare, ecclésiastique, grammairien et écrivain religieux italien du Xe siècle.

## H
- Huguccio de Pise, juriste, grammairien et lexicographe né à Pise vers 1140 et mort en 1210.

## L
- Omnibonus Leonicenus, grammairien et philologue italien (dont le véritable nom était Ognibene), né à Lonigo en 1420, mort vers 1500 ;
- Niccolò Liburnio, humaniste de la Renaissance, l’un des premiers Italiens qui aient écrit sur la grammaire ;
- Lucius Orbilius Pupillus (Bénévent, v. -113 - Rome, v. -13), grammairien et enseignant de latin, aussi connu sous le nom Orbilius. Il enseigne entre autres à Horace, qui le dénoncera plus tard comme un homme prompt à frapper ses étudiants. « Orbilius » deviendra donc le proverbial archétype de l'enseignant brutal et colérique.

## M
- Marcantonio Mambelli (1582-1664), auteur des Observations sur la langue italienne ;
- Antonio Mancinelli (1452-1505), poète et humaniste italien, auteur de plusieurs ouvrages de grammaire. Le recueil en a été publié, dans le format in-4°, à Venise. 1498-1502 ; Bâle, 1501-1508 ; Milan, 1503-1506, et encore à Venise, 1519-1521.
- Marcus Verrius Flaccus (né vers 55 av. J.-C., mort en 20 apr. J.-C.), savant érudit, historien, philologue, poète, grammairien et maître d'école romain, exerçant sous les règnes d'Auguste et de Tibère ;
- Domenico Maria Manni (1690-1788), auteur des Lezioni di lingua toscana, Florence, 1737, in-8° ; nouv. édit. augmentée, Venise, 1758, 2 vol. in-8°.
- Maurus Servius Honoratus, (fin du IVe siècle apr. J.-C.), auteur d'un livre de commentaires sur Virgile, In tria Virgilii Opera Expositio ;
- Ludovico Antonio Muratori (1672-1750), auteur des Antiquitates Italicae Medii Aevi (1738-1742), études étymologiques les plus notables de l'Italie au XVIIIe siècle.

## N
- Francesco Negri, auteur d'une Grammatica latina, Venise, 1480.
- Francesco Negri théologien protestant italien, auteur d'une grammaire latine (Rudimenta grammaticae, Milan, Antonio da Castellonio, 1541)

## P
- Papias, appelé parfois Papias le Lombard, lexicographe de langue latine, qui a vécu en Italie au milieu du XIe siècle. Il est l'auteur d'une grammaire latine, Ars grammatica, publiée dans le volume VIII des Grammatici Latini de Keil sous le titre De Papiae Arte Grammatica ex Prisciano excerpta.
- Paulin d'Aquilée (750-802), conseiller de Charlemagne, érudit qui fut l'un des éléments moteurs de la Renaissance carolingienne ;
- Niccolò Perotti, auteur des Rudimenta grammatices, grammaire latine souvent réimprimée et citée avec éloge par Érasme ;
- Pierre de Pise, grammairien et latiniste du VIIIe siècle que Charlemagne ramena avec lui après un voyage à Rome ;
- Orlando Pescetti (1556-1624), auteur des Proverbi italiani e latini per uso de’ fanciulli che imparan gramatica, 1602 souvent réimprimées ;
- Germano Proverbio (1924-2020), religieux, grammairien et latiniste.
- Basilio Puoti (1782-1847), critique littéraire, lexicographe et grammairien italien.

## Q
- Quintus Asconius Pedianus (né v. 9 av. J.-C. à Padoue - mort en 76 apr. J.-C.), grammairien latin.

## R
- Remmius Palæmon, grammairien romain, né à Vicence, vécut durant les règnes de Tibère et Claude.
- Girolamo Ruscelli (1518-1566), écrivain polygraphe italien, auteur des Commentarii della lingua italiana, Venise, Damian Zenaro, 1581.

## S
- Francesco Serdonati (1540-1602), grammairien italien ;
- Bernardino Scardeone (1478-1574), humaniste et grammairien vénitien, qui a écrit sur saint Augustin et sur Érasme ;
- Placido Spadafora (1628-1691), auteur de la  Prosodia italiana ;
- Syon de Vercelli, auteur d'un manuel de la versification, à la fin du XIIIe siècle.

## T
- Gian Giorgio Trissino (1478-1550), écrivain et poète italien de la Renaissance. En 1529, il fit imprimer les Dubbii grammaticali, in-fol. et la Grammatichetta, in-4°. Dans cette grammaire on relève un emploi moins systématique des formes toscanes et une ouverture, dans les paradigmes, vers les formes provinciales (par ex. seria opposé au toscan sarei).

## V
- Giovanni Veneroni, auteur d'un Dictionnaire italien-français et français-italien (1708), et une Grammaire italienne (1710), qui ont longtemps été classiques.